# A lonedale-i telegráfuslány
A lonedale-i telegráfuslány egy 1911-ben készült rövid amerikai filmdráma, amelyet D. W. Griffith rendezett Blanche Sweet főszereplésével, és Mack Sennett írta a Biograph Company számára. A film cselekménye egy lányról szól, aki átveszi a távíróállomást, miután apja megbetegedett. Miután kézbesítették a város bányájának bérjegyzékét, két csavargó megpróbálja ellopni a pénzt. Rablásukat meghiúsítják, mert a lány táviratban segítséget tud kérni, majd visszatartja a rabolni akarókat, amíg a segítség meg nem érkezik. A lonedale-i telegráfuslány „romantikus, drámai, feszültségi, western- és még egy kis komédia elemeit is tartalmazza a végéhez közeledve”.
Ellentétben az akkori filmek többségével, amelyeknek egyszerű cselekménye egyetlen helyszínen játszódott, A lonedale-i telegráfuslány „három elsődleges teret vág össze: a távirati iroda belsejét, a bűnözőket kint és a mentővonatot”. Bár 1911-ben a közönség nem volt hozzászokva az ilyen vágásokhoz, hiszen több mint 100 felvétel volt a filmben, a távíró használata segített megérteni a jelenetek közötti keresztmetszetet, így követni tudták a cselekményt. A film azért is jelentős, mert Griffith egy franciakulcs közelképét használta, amelyről a lány úgy tett, mintha fegyver lenne. A film bemutatásakor a közeli felvételek még ritkák voltak. A lonedale-i telegráfuslány szemlélteti Griffith növekvő szaktudását a filmkészítésben.
A film egy kópiája a New York-i Modern Művészeti Múzeum filmarchívumában maradt fenn.

## Szereplők
- Verner Clarges – ember a bérszámfejtő irodában
- Guy Hedlund – ember a vonaton
- Jeanie MacPherson – ember a bérszámfejtő irodában
- WC Robinson – ember a bérszámfejtő irodában
- Edward Dillon – távíró*
- Francis J. Grandon – mérnök*
- Joseph Graybill – csavargó*
- Dell Henderson – csavargó*
- Wilfred Lucas – tűzoltó*
- W. Chrystie Miller – az állomás előterében*
- George Nichols – lonedale-i telegráfus*
- Blanche Sweet – a lonedale-i telegráfus lánya*
- Charles West – vállalati ügynök*

* Nem jelenik meg a stáblistán.

## Fordítás
Ez a szócikk részben vagy egészben  a   The Lonedale Operator című angol Wikipédia-szócikk ezen változatának fordításán alapul.  Az eredeti cikk szerkesztőit annak laptörténete sorolja fel. Ez a jelzés csupán a megfogalmazás eredetét és a szerzői jogokat jelzi, nem szolgál a cikkben szereplő információk forrásmegjelöléseként.